# Rutén nyelv
A rutén nyelv egy történelmi keleti szláv írott nyelv, amely hivatalos nyelv volt a Litván Nagyfejedelemségben és a lengyel–litván nemesi köztársaság keleti szláv területein.
Az ősszláv nyelvből jött létre és az előfutára a jelenlegi ukrán, belarusz és ruszin nyelveknek. A keleti szlávok maguk gyakran ó-belarusz nyelvnek (belarusz nyelven: старабеларуская мова [sztarabelaruszkaja mova]) vagy óukrán nyelvnek (ukrán nyelven: староукраїнська мова [sztaroukrajinszka mova]) nevezik, a régebbi kutatások során pedig nyugati orosznak (oroszul: западнорусский язык [zapadnorusszkij jazik]) is nevezték. Ez utóbbi elnevezést latin szövegekben lingua ruthenica-ként adták vissza, ebből a latin formából került a nyugati nyelvekbe a rutén nyelv formula.
A nyelv írott formájának kialakulása a 14. században kezdődik, amikor a keleti szláv nyelvterület nyugati része a Litván Nagyhercegség területére esett, amely utóbbi 1386-tól Lengyelországgal perszonálunióban a Jagelló-dinasztia kormányzott. A Litván Nagyfejedelemség írott nyelve nem a litván volt, amelynek első nyelvemlékei a 16. századból származnak, hanem egy szláv nyelv, amelynek jellegzetességei a mai belarusz és ukrán nyelvben is megtalálhatók.
Ezen a nyelven okiratok és jogi szövegek keletkeztek, valamint Franzischak Skaryna  bibliafordítása, amely erős hatását mutatja az óegyházi szláv nyelvnek is. Ez a munka Prágában jelent meg 1517–1519-ben. A Peresopnyzja Evangelium (1556–1561) erős népi nyelvi jellegzetességeket visel magán.
A rutén nyelv azonban ezek mellett leginkább egy korabeli vallási vita irodalmában maradt fenn, amely vita a ortodox, a katolikus, az unitárius és a protestáns egyházak hívei között zajlott a 16. század második és a 17. század első felében a térségben.
A Prostaja mowa cirill írást alkalmazott, de a 16. század végétől ritkán latin írást is használták a rögzítésére. A Fehéroroszország területén élő tatárok továbbá a 19. századig arab írással írtak szláv nyelvű szövegeket.
A 17. század végétől a rutén nyelvet részben kiszorította a nyugati területeken a lengyel, a keletieken az orosz, illetve kialakultak belőle a belarusz és ukrán irodalmi nyelvek.
Teszt-wiki rutén nyelven